# 19 Brygada Ochrony Pogranicza
19 Brygada Ochrony Pogranicza – zlikwidowany związek taktyczny Wojsk Ochrony Pogranicza pełniąca służbę na granicy polsko-czechosłowackiej.

## Formowanie i zmiany organizacyjne
19 Brygada Ochrony Pogranicza JW 1957 (Zarządzenie SzSG Nr  053/Org. 30 marca 1946) została sformowana w 1948 na bazie  Krakowskiego Oddziału WOP nr 9, na podstawie rozkazu MON nr 055/org. z 20 marca 1948. Brygada posiadała cztery bataliony, a stan etatowy wynosił 1898 żołnierzy i 12 pracowników cywilnych.
Podporządkowana została Głównemu Inspektoratowi Ochrony Pogranicza. Zaopatrzenie nadal realizowane było przez kwatermistrzostwo okręgu wojskowego. 
Rozkazem Ministra Obrony Narodowej nr 205/Org. z 4 grudnia 1948, z dniem 1 stycznia 1949, Wojska Ochrony Pogranicza podporządkowano Ministerstwu Bezpieczeństwa Publicznego. Zaopatrzenie brygady przejęła Komenda Wojewódzka MO.
Sztab brygady stacjonował w Krakowie. 
Aby nadać ochronie granic większą rangę, podkreślano wojskowy charakter formacji. Od 1 stycznia 1950 powrócono w nazwach jednostek do wcześniejszego określania: „Wojska Ochrony Pogranicza”. Z dniem 1 stycznia 1951 weszła w życie nowa numeracja batalionów i brygad Wojsk Ochrony Pogranicza. Na bazie 19 Brygady Ochrony Pogranicza powstała 3 Brygada WOP.

## Skład organizacyjny
W 1948:
- dowództwo, sztab i pododdziały dowodzenia
- samodzielny batalion ochrony pogranicza nr 49 - Nowy Sącz
- samodzielny batalion ochrony pogranicza nr 53 - Nowy Targ
- samodzielny batalion ochrony pogranicza nr 55 - Czarny Dunajec
- samodzielny batalion ochrony pogranicza nr 57 – Żywiec

Etat brygady przewidywał: 4 bataliony, 1898 wojskowych i 12 pracowników cywilnych.
Na terenie odpowiedzialności brygady funkcjonowały trzy GPK:
- Graniczna Placówka Kontrolna nr 62 „Muszyna” (drogowa)
- Graniczna Placówka Kontrolna nr 42 „Chyżne” (kolejowa)
- Graniczna Placówka Kontrolna nr 43 „Łysa Polana” (kolejowa).

## Sztandar brygady
Na krakowskim rynku, 10 października 1948, marszałek Polski Michał Rola-Żymierski wręczył brygadzie sztandar. W uroczystości udział wzięli m.in.: dowódca Okręgu Wojskowego V (Kraków) gen. dyw. Stefan Mossor, wojewoda krakowski dr Pasenkiewicz, prezydent m. Krakowa H. Dobrowolski, przewodniczący WRN w Krakowie Klimaszewski oraz przedstawiciele władz wojewódzkich i powiatowych.
W okresie, kiedy brygada przechodziła reorganizacje i zmieniała numery i nazwy, na sztandarze dokonano zmiany. Usunięto cyfry „19” z czterech napisów znajdujących się na stronie głównej płatu, a które brzmiały: KRAKOWSKA (19 BRYG.) O.P. Na sztandarze pozostał niesymetryczny napis trzywierszowy: „KRAKOWSKA BRYG. O.P.” Na puszce grotu sztandaru z jego czołowej strony znajduje się napis „W.O.P.”, a na przeciwległej ściance -"KRAKÓW”.
W drzewce sztandaru wbito 24 gwoździe. Aktualnie brak jest trzech gwoździ. Z trzech brakujących gwoździ - jeden należał do marszałka Polski Michała Roli-Żymierskiego, a drugi do dowódcy Okręgu Wojskowego V gen. dyw. Stefana Mossora.

## Dowódcy brygady
- ppłk Władysław Horabik
- ppłk Aleksander Fomin.

## Przekształcenia
9 Oddział Ochrony Pogranicza → 9 Krakowski Oddział WOP → 19 Brygada Ochrony Pogranicza → 3 Brygada WOP → 3 Karpacka Brygada WOP → Karpacka Brygada WOP → Karpacki Oddział SG